# 長谷川敏裕
長谷川 敏裕（はせがわ としひろ、1996年8月24日 - ）は、日本のレスリングフリースタイルの選手。東京都出身。階級は57g級。身長167cm。

## 来歴
高田道場（のちに分裂してゴールドキッズ）でレスリングを始めた。駒留中学1年の時に全国中学生選手権の38kg級で3位になると、2年の時には全国中学選抜選手権の42kg級で優勝し、3年の時には全国中学選抜選手権の53kg級で2位になった。自由ヶ丘学園高校へ進むと、1年の時には国体と全国高校選抜大会の50kg級で優勝した。2年の時にはJOC杯カデットの部で優勝すると、世界カデット選手権でも3位となった。3年の時にはインターハイ55kg級で優勝した。
日体大へ進学すると、1年の時にはJOC杯ジュニアの部で優勝した。2年の時には全日本選手権57kg級で2位となった。3年の時には国体と全日本大学選手権で優勝すると、全日本選手権では2位となった。アジア選手権では3位だった。4年の時には全日本選抜選手権で2位になると、全日本大学選手権では２年連続の優勝を手にした。U-23世界選手権では決勝でインドの選手にフォール勝ちして優勝を飾った。その後階級を61㎏級に上げると、2021年の全日本選抜選手権で優勝した。世界選手権では準決勝で敗れるも3位に入った。その後階級を57㎏級に戻すと、2022年6月の全日本選抜選手権では優勝したが、世界選手権では8位だった。2023年のアジア大会では優勝した。

## 主な戦績
- 2009年 -　全国中学生選手権　3位（38kg級）
- 2010年 -　全国中学生選手権　優勝（42kg級）
- 2011年 -　全国中学選抜選手権　2位（53kg級）

50kg級での戦績
- 2012年 -　国体　優勝
- 2013年 -　全国高校選抜大会　優勝
- 2013年 -　JOC杯カデットの部　優勝
- 2013年 -　世界カデット選手権　3位
- 2013年 -　国体　2位

55kg級での戦績
- 2014年 -　全国高校選抜大会　3位
- 2014年 -　JOC杯ジュニアの部　2位
- 2014年 -　インターハイ　優勝
- 2014年 -　国体　3位
- 2015年 -　JOC杯ジュニアの部　優勝

57kg級での戦績
- 2015年 -　国体　2位
- 2015年 -　全日本大学選手権　2位
- 2016年 -　JOC杯ジュニアの部　2位
- 2016年 -　全日本学生選手権　2位
- 2016年 -　全日本選手権　2位
- 2017年 -　全日本学生選手権　優勝
- 2017年 -　ドミトリー・コーキン国際大会　3位
- 2017年 -　国体　優勝
- 2017年 -　全日本大学選手権　優勝
- 2017年 -　全日本選手権　2位
- 2018年 -　アジア選手権　3位
- 2018年 -　全日本選抜選手権　2位
- 2018年 -　全日本学生選手権　優勝
- 2018年 -　国体　3位
- 2018年 -　U-23世界選手権　優勝

61kg級での戦績
- 2020年 -　全日本選手権　3位
- 2021年 -　全日本選抜選手権　優勝
- 2021年 -　世界選手権　3位

57kg級での戦績
- 2022年 -　全日本選抜選手権　優勝
- 2022年 -　世界選手権　8位
- 2023年 -　全日本選抜選手権　3位
- 2023年 -　アジア大会　優勝

（出典）